# Étienne Bonnot
Pour les articles homonymes, voir Bonnot.

Acte de décès de "Monsieur" Étienne Bonnot, Avocat, Mayeur

Étienne Bonnot, Noble, né le 30 décembre 1623à Dole et décédé le 30 août 1686 dans la même ville, est un avocat et homme politique comtois, député aux États de Franche-Comté de 1666, puis par deux fois vicomte-mayeur, de la ville de Dole, en 1663 et 1672.

## Biographie

### Situation familiale
Il est le fils de Noble Jean-Étienne Bonnot (1586), procureur au Parlement de Doleet d'Anne Bourrelot(1589) ,fille de l'avocat au parlement Louis Bourrelot  et de Marguerite Camus, fille du Noble Jean Camus, bailli de la Duchesse d'Aershot Anna Van Croy et de Philiberte Haynaut (fille du procureur général d'Orange Guillaume Haynaut) .
Il appartient à la noblesse comtoise dont le fief de Vaivre près de Poligny, avait été donné par Othon IV de Bourgogne, comte palatin de Bourgogne, en 1295 à Alain Bonnot. Il est le descendant de Jean Bonnot , maître de la chambre des comptes de Bourgogne, et de Jean Bonnot, chevalier, écuyer tranchant de l'archiduchesse d'Autriche.

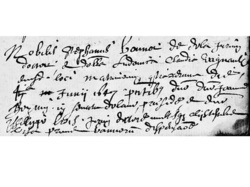
Acte de mariage du 14 juin 1647 entre Étienne Bonnot et Jeanne Louise Vagnaud

Il épouse le 14 juin 1648 à Dole, Jeanne-Louise Vagnaud (12 novembre 1626- 29 décembre 1678) fille de Brenard Vagnaud (avocat au parlement) et de Huguette Boyvin (fille de Jean Boyvin et de Véronique Fabry, sœur de Jean Boyvin,premier président du parlement du Comté Bourgogne).
Il est le père de Louis Bonnot, chanoine de la collégiale de Dole  .
Il acquit le domaine d' Authume

### Carrière politique
Il étudie le droit probablement à l'université de Dole, et devient docteur ES droit puis avocat.
En 1666, Hugues Garnier, seigneur de Choisey et maïeur de Dole, Jean-Baptiste de la Clef, Étienne Bonnot, Antoine Lampinet et Claude Renard, députés de Dole aux États de Franche-Comté, se réunissent pour organiser la protection de la région contre la menace de la France.
À la suite de cette assemblée de Besançon, le gouverneur envoie de nouvelles troupes à Dole qui sera effectivement assiégée du 10 au 14 février 1668. Les députés des villes sont convoqués à Besançon pour le 26 mars 1668. Bonnot et Meillardet y représentent Dole.

En 1672, à la constitution d'un nouveau magistrat, Étienne Bonnot remplace Antoine Malabrun en qualité de mayeur. Des rumeurs de guerre se répandent dès les premiers jours de février avec pour effet de donner une impulsion plus vive aux travaux de rétablissement des fortifications. Le nouveau mayeur ordonne que tous les habitants, même les ecclésiastiques, soient astreints à participer aux travaux.
L'année 1672 s'ouvrit à Dole par la constitution d'un nouveau magistrat. Noble Étienne Bonnot, docteur ès droits, remplaça, en qualité de mayeur, noble Antoine Malabrun, et les sieurs de Preigney et Broch furent nommés second et troisième échevins. Les douze conseillers étaient MM. Jantot, Bouhelier, de Mesmay, Bouton, Lampinet, Garnier, de Broissia, de Parcey, de Myon, de Moissey, de Marenches et de Mutigney
Le 22 septembre, dans une réunion du magistrat, il est question de l'ordre du gouverneur de lever la milice pour le 26 septembre. Le vicomte-maïeur Bonnot propose d'envoyer "des commis auprès du seigneur marquis de Saint-Martin pour lui faire serment et reconnaître la juste et légitime domination de S.M. et lui garantir qu'ils sont résolus d'employer leur vies et leurs biens à lutter contre les Français.

## Postérité
Étienne Bonnot, marié le 14 juin 1647 avec Jeanne Louise Vagnaud, eut comme enfants :
- Jeanne Francoise Bonnot (1657)[18] épouse le 8 avril 1687 à Dole[19] l'avocat au parlement Noble Claude-François Jantot (1654 Dole-1704 Dole)[20];

- Jeanne-Philiberte Bonnot (1660-1727) épouse de Claude Bonaventure Baland, Sr de Liencourt[21] (+ 1726) Fils du Noble Claude Baland  gouverneur du Château de Saint-Anne en 1674 et de Anne-Marie Prost fille de Lacuzon.

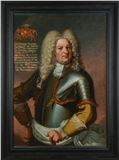
Raclet

- RacletAnne-Marie Bonnot (1662)[22] épouse de Barthélémy Raclet[23], ancien vicomte-maïeur de Dole , Lieutenant général de police, fils de Lacque Raclet seigneur de Chassey et de Anne-Françoise de Mutigney.

- Barbe Catherine Bonnot (1665-)[24] ;
- Jean-Baptiste Bonnot (1653)[25]; quitte Dole vers 1674, pour s'installer en son fief acheté par son frère Messire Louis Bonnot (chanoine)[26], à La Ronce, en avril 1637[27].Il fait vraisemblablement parti des Loups des Bois[28].
- Louis Bonnot (1651[29] Dole -1717 Dole) Chamoine de l'Église Collégiale de Dole. Inhumation dans le chœur de la Collégiale Notre-Dame de Dole[30].

## Héraldique

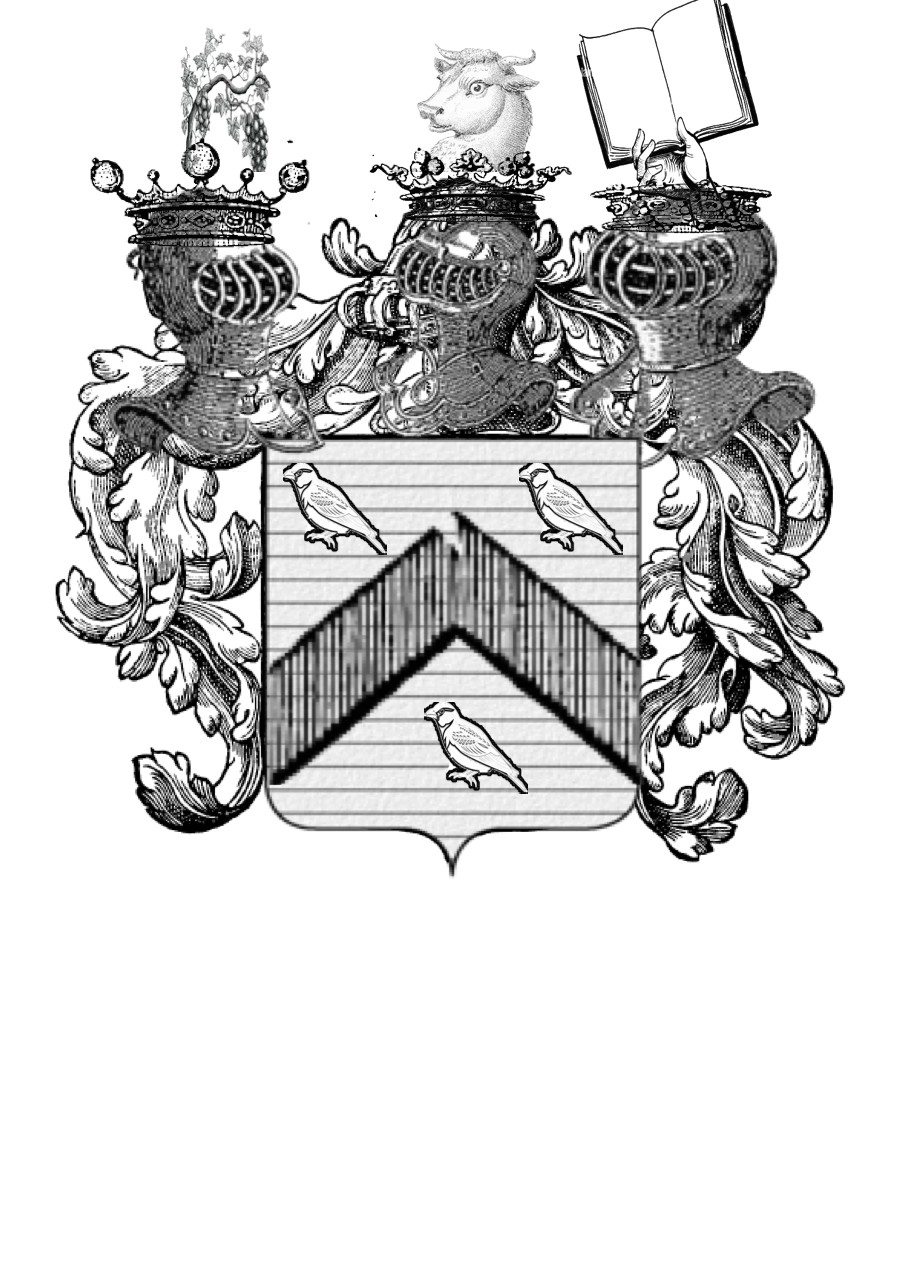
ARMES DE LA FAMILLE BONNOT 1409

Les armes de la famille Bonnot sont connues depuis Richard Bonnot, mais c'est Jean Bonnot, maître des comptes qui les enregistrent dans l'armorial de la chambre des comptes de Dijon.
- Armes : d'azur, au chevron d'or, accompagné en chef de deux oiseaux d'argent, et en pointe un troisième de même.
- Timbre : une couronne d'or de noble ou un heaume d'écuyer ou un mortier de président de chambre des comptes.
- Devise : Dignus es lugere (digne d' être pleuré ).